# Macabuzinho

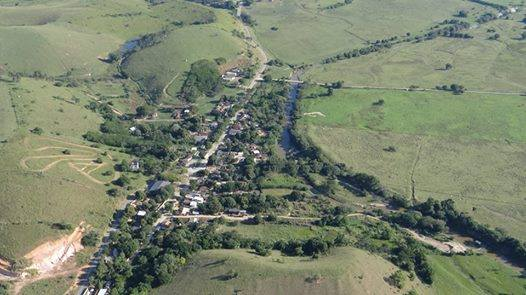
Foto Aérea de Macabuzinho - Autor Daniel Raposo

 Macabuzinho é  segundo distrito do município de Conceição de Macabu, distante 21Km da sede, é uma pequena localidade com população de aproximadamente 900 habitantes.

## Toponímia
Macabuzinho significa pequeno Macabu, uma referência a Conceição de Macabu. Antes de se chamar Macabuzinho, chamou-se Paciência do Macabu e Paciência, ambas as denominações eram referências ao porto fluvial existente nas margens do Rio Macabu e localizados em Macabuzinho.

## História
No século XVII e XVIII a região era utilizada por missionários e madeireiros, que navegavam através do Rio Macabu em busca de indígenas para catequese e madeiras nobres, respectivamente. No século XIX o porto fluvial, as margens do Rio Macabu, aumentou sua importância com a exploração do café na região serrana fluminense. O café era escoado pelo rio até chegar ao Canal Campos-Macaé e seguir para o porto marítimo de Macaé, de onde era exportado ou levado para a corte.
Pelo Decreto Lei Estadual 2.548 de 28 de janeiro de 1931, deixou de ser parte do distrito macaense de Carapebus, para se tornar distrito de Macaé com o nome de Paciência do Macabu. Uma disputa com Campos dos Goytacazes, que também tinha um distrito chamado Paciência, distante apenas 2 Km, levou a outro Decreto Lei Estadual, o de número 641, datado de 15 de novembro de  1938, substituindo o nome por Macabuzinho. Já em 1944, no dia 28 de janeiro, o Decreto lei Estadual 1.063 tornou Macabuzinho o 10º Distrito de Macaé.
Como 10º Distrito de Macaé, uniu-se a Conceição de Macabu, 5º Distrito, na luta pela emancipação. No dia 15 de março de 1952, a lei 1492, criou o Município de Conceição de Macabu, tendo como sede e 1º Distrito Conceição de Macabu, com Macabuzinho ocupando o posto de 2º Distrito.